# Serpocaulon dissimile
Serpocaulon dissimile là một loài thực vật có mạch trong họ Polypodiaceae. Loài này được (L.) A.R. Sm. mô tả khoa học đầu tiên năm 2006.